# Movaizhaleine
Movaizhaleine est un groupe de hip-hop gabonais, originaire de Libreville. Fondé au début de l'année 1992 par un groupe de collégiens, il est actuellement composé de Maât Seigneur Lion et Lord Ekomy Ndong.

## Biographie

### Formation et origines
Le groupe est formé à Libreville, au Gabon, au sein du Lycée National Léon Mba, un établissement secondaire regroupant un collège et un lycée. Au cours de l'année 1992, alors qu'ils se trouvaient en salle de permanence car un de leurs cours avait été annulé, cinq collégiens qui s'ennuient décident de fonder un groupe de rap. La décision est d'abord prise de choisir un nom. Ils arrachent deux pages du milieu d'un cahier et une séance de remue-méninges commence. Puis, au bout d'une douzaine de propositions, un vote est mené. À l'unanimité, le nom de Bad Breath est sélectionné,.
Bad Breath, voulant dire « mauvaise haleine » en français, fait référence à la parole directe et franche, dénuée de toute édulcoration et pas toujours agréable à entendre, ce qui donnait le ton pour les thèmes de prédilection à venir du jeune groupe. Au départ, le groupe est composé de cinq membres, Threat P (le futur Lord Ekomy Ndong), Tough G, Sky Powers, Evil Fancy, et H2S. Le premier titre de Bad Breath s'intitule Racisme, et évoque la ségrégation effective entre les européens vivant au Gabon et les gabonais, et la façon dont les jeunes gabonais le ressentent. À la fin de l'année scolaire 1991-1992, la coopérative de leur lycée organise un spectacle qui se compose de numéros de théâtre, de danse et de chant, organisés et interprétés par les élèves. Lord Ekomy Ndong et Tough G se retrouvent dans les coulisses de l'organisation, par l'entremise du grand frère de Lord Ekomy Ndong, et sont conviés à participer à deux numéros sur scène. Le premier numéro consiste en l'interprétation du morceau We're All in the Same Gang, regroupant plusieurs stars du rap de la côte ouest des États-Unis, dont Ice-T, NWA et MC Hammer, entre autres.
Durant toutes les vacances scolaires de l'été 1992, Lord Ekomy Ndong (appelé alors Threat P), Maât Seigneur (appelé alors Kriminel) Lion et Tough G écrivent des textes, s'entraînent à rapper leurs textes et font des enregistrements « artisanaux ». Peu après la création du groupe, Lord Ekomy Ndong, le plus technique des trois, développe une méthode d'échantillonnage d'extraits instrumentaux. Peu à peu, Tough G apprend à maîtriser la technique et, ainsi, Lord Ekomy Ndong et lui joueront un rôle de fournisseur de beat pendant des années. Des échantillons de Public Enemy, NWA, Naughty By Nature servent de base aux « instrumentaux ».
En parallèle, Ekomy se procure une petite boite à rythmes, et le trio s'entraîne à créer des beats, qu'ils enregistrent sur cassette. À la fin de l'été 1992, le trio, fort de la confiance acquise, commence à s'afficher un peu plus et à faire sa publicité dans son entourage, et notamment dans le lycée.

### Débuts
Entre 1992 et 1993, à force d'essuyer les trous de mémoire des DJ, d'entendre le nom de leur groupe écorché et déformé, le groupe décide de traduire son nom, et devient Movaizhaleine. L'été 1993 est marqué par une ambiance et des événements importants pour le groupe. Movaizhaleine augmente la cadence de ses participations aux concours de rap : dans les fêtes de quartier, sound systems, événements organisés notamment par des sponsors. Le studio de Dread Pol à Africa Numéro 1 devient le rendez-vous du samedi soir, par exemple. Le groupe y côtoie le milieu rasta, et a ainsi l'occasion de s'exprimer à chaque session de l'émission Black Feeling de la radio panafricaine.
Le groupe constate de façon croissante son succès auprès d'un vrai public, et se sent encouragé par la portée de ses prestations. Ces apparitions sur scène permettent aussi au trio de se positionner par rapport à ses concurrents dans la hiérarchie du hip-hop gabonais. Au parc d'exposition de Libreville, plus connu à l'époque sous l'appellation de « foire », sont organisés tout l'été des événements musicaux. Le Centre Culturel Français (CCF), représenté par Stowell D., organise un concours de rap. C'est le centre culturel qui produisait déjà, à l'époque, un des groupes de rap les plus prestigieux du Gabon, le CIA Posse X (ou Siya Posse X). À gagner, un contrat de production d'un album par le CCF. C'est la chance dont rêvent depuis longtemps M16 (Lord Ekomy Ndong), Kriminel (Maât Seigneur Lion) et Luis (Tough G). Movaizhaleine finit 2e au concours, et gagne ainsi le droit à la production d'un de leurs albums.
Pendant tout l'été 1993, plusieurs fois par semaine, Movaizhaleine se produit les après-midi sur la scène de la « foire ». La venue du King Daddy Yod (interprète de la célèbre chanson Faut pas taper la doudou) à Libreville cet été-là, accompagnant l'implantation de RFI en onde courtes à Libreville, en partenariat avec le centre culturel français, représente une opportunité pour Movaizhaleine de se frotter à plus grand encore. Pendant la même période, Maât Seigneur Lion change son pseudonyme pour Matt, qui deviendra plus tard Maât. À la fin de l'été 1993, la notoriété du groupe commence à gagner Libreville, et Movaizhaleine commence à figurer parmi les groupes incontournables de la capitale.
Au cours de l'année scolaire 1993-1994, Tough G connaît des difficultés personnelles et scolaires. De plus, depuis plusieurs mois, son chemin et son évolution artistiques le mènent de plus en plus vers un mariage de hip hop et de reggae. Ses expérimentations musicales lui font faire ses premiers pas, parfois très maladroits, dans le chant. Certains de ses textes, surtout dans le chant, s'adoucissent de façon significative. Lord Ekomy Ndong et Maât Seigneur Lion, quant à eux, commencent à adopter un discours très politique.
Il devient aussi difficile de concilier les emplois du temps des trois membres de Movaizhaleine, et Tough G se retrouve à faire de nombreuses apparitions sur scène et à la radio seul, toujours comme un membre de Movaizhaleine. À l'été 1994, le trio Movaizhaleine devient, dans les faits, un duo, Mâat Seigneur Lion et Lord Ekomy Ndong. La même année, le groupe publie son premier titre studio, La Loi du talion.

### Années 2000 et 2010
En 2008, Movaizhaleine est nommé dans la catégorie du meilleur vidéo-clip pour le titre Nous aux MTV Africa Music Awards.
À la fin 2010, le groupe part à Chicago pour l'enregistrement d'une chanson en collaboration avec R. Kelly. Il en sortira le titre Hands Across the World en 2011, publié par le label ONE8. En 2011, ils signent un contrat avec Rockstar 4000, un label de Sony Music Africa, effectuent des tournées africaines, et se produisent dans des salles parisiennes. En avril 2016, le groupe publie un nouveau titre, Pas comme on l'entend. Cette même année, le groupe est primé dans la catégorie « Prix de l’artiste gabonais » aux Awards de l'info.

## Discographie
- 1994 : La Loi du talion
- 1997 : Nyabinghi
- 1999 : Mission à Mbeng
- 2001 : Mission akomplie
- 2005 : On détient la harpe sacrée tome I
- 2007 : On détient la harpe sacrée tome II

## Clips
- Racisme (1993) ; réalisé par M. Sauthon - Libreville, Gabon
- Nyabinghi (1998) ; réalisé par Téléafrica - Libreville, Gabon
- Mission à Mbeng (1999) ; réalisé par Général Hannibal - Nantes, France
- Aux choses du pays (2001) ; réalisé par lord Ekomy et Maat - Libreville, Gabon
- Mission akomplie (2005) ; réalisé par Didier Ping - Libreville, Gabon ; Évite le boukan (2001), réalisé par Sam Ali à Nantes, France
- Mupal na mukat (2004) ; réalisé par Movaizhaleine - Dakar, Sénégal
- Enlève moi le name (2004) ; réalisé par Lord Ekomy et Maat - Ouagadougou, Burkina Faso
- Exilé (2005) ; réalisé par Lord Ekomy Ndong et Sam - Nantes/France O lord (2005), réalisé par Yann Tchandy ; Libreville, Gabon
- Hey yah (2005) ; réalisé par lord Ekomy et Maat - Libreville/Gabon
- Conscientiser (2005) ; réalisé par Général Hannibal - Libreville/Gabon
- La CIA Wanda (2005) ; réalisé par Général Hannibal - Libreville/Gabon
- Elle m'appelait Senghor (2006) ; réalisé par Audrey Gallet et lord Ekomy - Libreville, Gabon ; Paris, France
- Nous (2007) ; réalisé par John Gabriel Biggs - Libreville, Gabon
- Est-ce qu'ils savent (2007) ; réalisé par Wally - Libreville, Gabon
- Est-ce qu'ils savent (2007) ; réalisé par H Charpentier - Oyem, Gabon
- Mos za len (2008) ; réalisé par Charly - Paris, France